# 東急世田谷線
世田谷線（せたがやせん）は、東京都世田谷区の三軒茶屋駅と下高井戸駅を結ぶ東急電鉄の軌道線である。
路線図や駅ナンバリングで使用される路線カラーは黄色、路線記号はSG。

## 概要
都電荒川線（東京さくらトラム）とともに東京都内に残っている軌道線であるが、若林踏切（西太子堂5号踏切）を除き全線が新設軌道となっており、都電とは違い、道路上を走行する併用軌道はほぼない。約5 kmに10駅あり、駅間距離は全て1 km未満。全区間を乗車した場合、所要時間は17 - 18分である。
東京都心方向へ向かう3つの私鉄の間を結んでおり（乗換駅は、下高井戸駅〈京王線〉、山下駅〈小田急小田原線豪徳寺駅〉、三軒茶屋駅〈東急田園都市線〉）、東急電鉄の鉄軌道路線で唯一、JR線（国鉄時代も含む）との接続や交差が存在しない。
環七通りと平面交差する西太子堂駅 - 若林駅間の若林踏切（西太子堂5号踏切）では、当線の信号（鉄道信号）と道路の信号（交通信号）が同期している。電車が近づくと、道路の信号が変わるまで電車を待機させる仕様になっており、電車が信号待ちをする。2012年度には若林踏切は併用軌道扱いに変更されている。かつては第4種踏切に分類される踏切であった（踏切警報機・遮断機がなく、交通信号で道路交通を規制するタイプの踏切も第4種として分類されるため）。

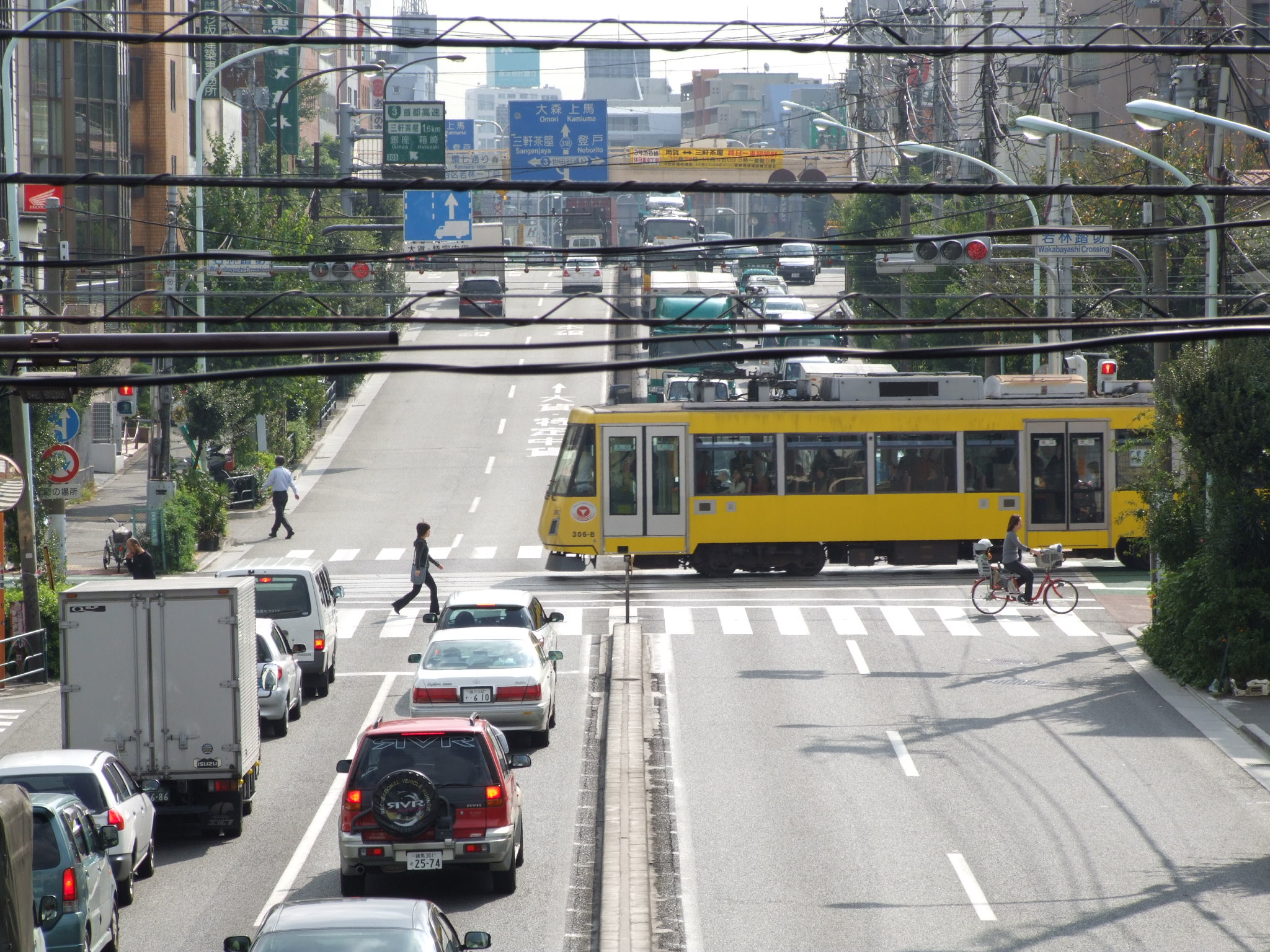
2007年頃の若林踏切

原則として乗務員は運転士と案内係の2名であるが、早朝深夜など一部時間帯では運転士のみ乗務（ワンマン運転）を行っている。この場合、ドア操作などは運転士が行う。
2005年には、当線の運転士および案内係全員（69人）がサービス介助士の資格を取得した。

### 路線データ
- 路線距離（営業キロ）：5.0 km
- 軌間：1,372 mm
- 複線区間：全線[注釈 3]
- 電化区間：全線（直流600 V）
- 閉塞方式：軌道法によるため閉塞装置なし[注釈 1]
- 保安装置：軌道信号に連動した車内警報装置
- 最高速度：軌道法により40 km/h

## 運行形態
列車種別は各駅停車のみで、原則として三軒茶屋駅 - 下高井戸駅間の全区間を運行する。ただし上町駅構内に車庫があることから朝夕に上町駅発着の区間列車が設定されている。また、毎年12月および1月の15日・16日に沿線の上町駅や世田谷駅付近で開催される「世田谷ボロ市」のイベント開催時は臨時ダイヤとなり、通常よりも列車の本数を増やして対応している。

## 運賃
運賃は全区間均一制で、2023年3月18日改定時点で大人160円・小児80円（ICカードも同額）である。東急電鉄の鉄道各線とは別建ての線内完結の運賃制度であり、東急電鉄の他の路線との運賃通算・乗継割引制度や山下駅で接続する小田急線豪徳寺駅や下高井戸駅で接続する京王線との乗継割引はない。なお、東急が発行する回数券方式の株主優待乗車証では1枚で田園都市線に乗り継げるため、当路線からは乗車時に乗務員にその旨を伝えるか、田園都市線からの場合は降車時に三軒茶屋駅の有人改札で提示してから世田谷線改札の運賃箱に投入する。
一日乗車券として「世田谷線散策きっぷ」を発売している。当日券のみの発売で、大人340円・子供170円（2019年10月1日改定時点）。下高井戸駅・三軒茶屋駅の駅窓口で発売されており、前記の駅以外から乗車する場合は乗車時に係員に申し出て1乗車分の運賃を現金で支払い精算券を受け取り、前記の駅で残額を精算して購入することができる。
また、「横濱中華街旅グルメきっぷ」や「東急線・東急バス一日乗り放題パス」、「東急線ワンデーパス」（東急全線1日乗車券、旧称「東急ワンデーオープンチケット」）は当線も乗車可能だが、これらの乗車券（「おトクなきっぷ」）は当線各駅では発売していないため、乗車時に乗務員（下高井戸駅は駅係員）に「おトクなきっぷ」を三軒茶屋駅で購入する旨を申し出て運賃を支払い「乗車券購入票」を受け取り、田園都市線三軒茶屋駅の窓口で「乗車券購入票」を提示することで差額で購入が可能である。

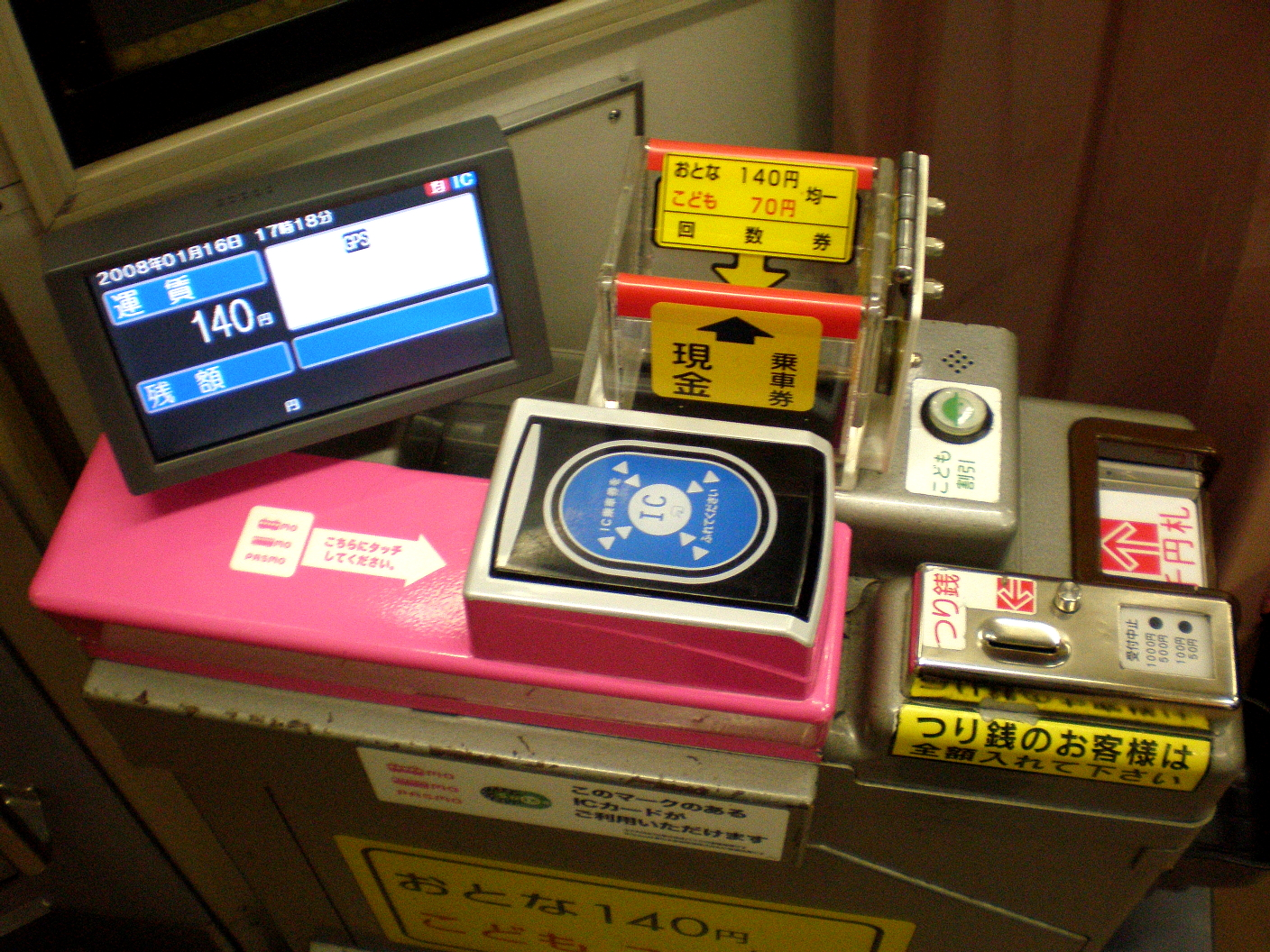
世田谷線車内にある運賃箱
PASMO・Suicaで運賃を支払う場合は画像中の青い部分に、世田谷線専用せたまるの場合は別に設置されているチェッカーにタッチしていた。

2007年3月18日よりICカード乗車券PASMOを導入し、Suicaとの相互利用も可能である。当路線の車両には「PASMO Suica ご利用いただけます」のステッカーが入口前に貼付されている。導入当初、当路線の定期券が発行できない、車内でのチャージができないなどの制約があったが、2012年3月17日よりそれらが解消された。また同日よりバス利用特典サービスも開始されたが、2021年4月30日をもってバスポイント・特典バスチケットの付与を終了した。
同日の世田谷線でのPASMO定期券発売開始に伴い、2002年7月7日から導入された世田谷線専用ICカード「せたまる」の発売が2012年3月16日で終了し、同年9月30日で利用を終了した。せたまるには定期券と回数券の2種類があり、せたまる回数券は、利用する度に運賃に対応するポイントが付加され、貯まったポイントは運賃に還元されるようになっていた。利用する時間帯・日時によってポイントの点数を変動することにより、オフピーク回数券や土休日回数券と同様の機能を1枚のICカードで行わせていた。
紙式回数券は、せたまる導入時期を含めて2023年2月28日まで発売していた。世田谷線以外の東急線の回数券と同様に11枚綴りで利用時間の制限がない「普通回数券」、12枚綴りで平日10時 - 16時と土日祝日および12月30日 - 1月3日の終日に利用できる「時差回数券」、14枚綴りで土日祝日および12月30日 - 1月3日の終日に利用できる「土休日回数券」の3種類があり、発売額はいずれも1,500円で、普通回数券のみ小児用もあり、800円で発売されていた（発売額は2019年10月1日現在）。発売終了後も2033年2月28日まで使用時の運賃と額面との差額を払えば使用可能である。

## 乗降方法
下高井戸駅・三軒茶屋駅以外の駅で乗降する場合（上町駅は下高井戸方面のみ）は、2両編成の運転士がいる1両目の前部または案内係が配置されている2両目の後部のドアより乗車し、連結部を挟んだ中央部2か所のドアより降車する。2021年1月18日夜間からは早朝・夜間帯に2両目の後部ドアからの乗車扱いを取りやめ、この時間の乗車は1両目の前部ドアのみとなる。下高井戸駅の乗車ホームと上町駅の三軒茶屋方面ホームでは1両目前部の扉が開かない。
運賃は前払い。全区間均一運賃のため、乗車券（きっぷ）は発行されない。下高井戸駅・上町駅（三軒茶屋方面のみ）・三軒茶屋駅から乗車する場合は駅にある運賃箱で、その他の駅（無人駅）では車内にある運賃箱で、それぞれ運賃を現金・回数券・カード等で支払う。通常は無人駅でも多客時にホームに係員がいる時はそこで運賃を支払うか、ホームに備え付けの簡易改札機にPASMO・Suica等をタッチする。この場合はどの扉からでも乗車できる。上町駅は2022年4月15日をもって窓口営業を終了したため、障害者割引等特殊な取り扱いを要する場合は、改札口で運賃を支払わずに乗車時に乗務員に申し出た上で支払う形となった。
路線バスと同式の運賃箱を使用しており、大人運賃1人分を超える金額が投入されるとつり銭が出て来る。PASMO・Suica等で支払う場合は運賃箱か車内備え付けの読み取り部にカードをタッチする。現金で小児運賃を支払う場合や車内でチャージを行う場合は運賃箱にある所定のボタンを押してから現金を投入する。
なお、PASMO・Suica等で運賃の支払いを行った場合、車内でカードが反応して二重に運賃が徴収されるのを防ぐため、一度カードをかざしてから20分以内に再度カードをかざそうとするとエラーとなり運賃の引き去りができないように設定されている。そのため、20分以内に再度乗車する場合は運転士や案内係にその旨を申し出る必要がある。

## 利用状況
近年の1日平均乗車人員の推移は下表の通り（単位：人）。
| 年度   | 1日平均 乗車人員 | 出典   |
| ------ | ---------------- | ------ |
| 1990年 | 55,258           | [ 12 ] |
| 1991年 | 55,822           | [ 13 ] |
| 1992年 | 53,666           | [ 14 ] |
| 1993年 | 50,777           | [ 15 ] |
| 1994年 | 48,844           | [ 16 ] |
| 1995年 | 47,691           | [ 17 ] |
| 1996年 | 47,682           | [ 18 ] |
| 1997年 | 48,732           | [ 19 ] |
| 1998年 | 49,225           | [ 20 ] |
| 1999年 | 49,005           | [ 21 ] |
| 2000年 | 49,468           | [ 22 ] |
| 2001年 | 50,227           | [ 23 ] |
| 2002年 | 51,688           | [ 24 ] |
| 2003年 | 51,839           | [ 25 ] |
| 2004年 | 52,490           | [ 26 ] |
| 2005年 | 53,916           | [ 27 ] |
| 2006年 | 54,696           | [ 28 ] |
| 2007年 | 55,303           | [ 29 ] |
| 2008年 | 56,589           | [ 30 ] |
| 2009年 | 55,670           | [ 31 ] |
| 2010年 | 55,230           | [ 32 ] |
| 2011年 | 53,509           | [ 33 ] |
| 2012年 | 55,057           | [ 34 ] |
| 2013年 | 56,958           | [ 35 ] |
| 2014年 | 53,829           | [ 36 ] |
| 2015年 | 55,061           | [ 37 ] |
| 2016年 | 56,168           | [ 38 ] |
| 2017年 | 57,541           | [ 39 ] |
| 2018年 | 58,076           | [ 40 ] |
| 2019年 | 58,003           | [ 41 ] |
| 2020年 | 42,102           | [ 42 ] |
| 2021年 | 48,290           | [ 43 ] |
| 2022年 | 52,283           | [ 44 ] |

## 歴史
現在の世田谷線の区間は、1925年（大正14年）1月18日に三軒茶屋駅 - 世田谷駅間が玉川電気鉄道（玉電）の支線の下高井戸線（しもたかいどせん）として開業したのに始まる。同年5月1日には残りの世田谷駅 - 下高井戸駅間が開業した。1938年（昭和13年）3月10日、玉川電気鉄道は東京横浜電鉄（現在の東急の前身）に合併され、玉川線となる。そのため、現在でも玉川電気鉄道の略称、玉川線の愛称であった「玉電」と呼ばれることがある。
1969年（昭和44年）5月11日に玉川線の渋谷駅 - 二子玉川園駅間が廃止され、残った下高井戸線が世田谷線に改称された。区間の大半が新設軌道であり、また並行道路の整備がうまくいかなかったことが廃線を免れた理由といわれる。これに伴い、玉川線の大橋車庫が利用できなくなったため、上町駅のそばに車庫（上町検車区）が新設された。また駅名に「玉電」と冠していた各駅（若林・山下・松原）が「玉電」と付かない現在の駅名になった。なお玉川線の廃止以降、1977年（昭和52年）に新玉川線（現在の田園都市線の一部）が開業するまでは、他の東急線と接続しない孤立路線となっていた。
1992年（平成4年）11月11日、三軒茶屋駅前の市街地再開発に伴って、三軒茶屋駅が元の位置から下高井戸寄りに移動している。そのため、三軒茶屋駅と西太子堂駅の間は0.3 kmと極めて近くなっている。

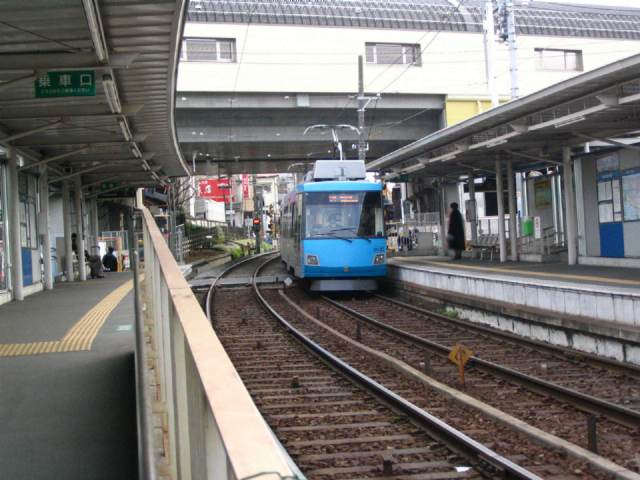
山下駅ホーム。嵩上げ工事した様子が見える。手前はスロープ。

1999年（平成11年）7月11日より300系を導入し、低床車両を採用するとともにホームを嵩上げして乗降時の段差を解消した。嵩上げはバリアフリー化が目的で、全車両が300系（後述）に統一される前夜の2001年（平成13年）2月10日の終列車後に全駅で一斉に行われた。なお、300系の当初導入分（301F - 306F）では旧型の車両と同じようなステップを有していたが、嵩上げに合わせてステップを埋める改修が施された（詳細は「東急300系電車」を参照）。
2000年4月1日、世田谷線の鉄道ファンで構成される愛好者団体「世田谷線サポーターズクラブ」が発足した。
2001年5月からは、線路脇に草花を植える「世田谷線フラワリング」を実施している。これは、車窓からの眺めを楽しくすることが狙いで、年に1 - 2回のペースで進み、最終的には下高井戸駅まで到達することになっている。なお世田谷線は軌道上もスギナなどに覆われている区間もあるが、これは人為的緑化でなく自然に生えた草で、列車運行に支障が出る高さになった場合は保線作業時に刈るものの、無理に完全除草はしないという方針に基づくものである。
2011年から、東京都交通局の都電荒川線と共同イベントを実施しており、第1弾は同年11月に行われた「黄色い電車でハッピーに!」である。
2013年に全駅の照明がLED照明となった。 
2019年3月25日から、運行や駅設備で利用する電力を100%再生可能エネルギーに切り替え、CO2排出量実質ゼロでの運行となった。東北電力が提供する電力プランを活用したもので、再生可能エネルギー由来100%の電力で電車を終日走らせる取り組みは日本初である。
2023年4月14日から、運行情報表示機の更新を開始した。それに伴い自動放送もReadSpeakerの合成音声に変更され、英語放送も追加された。

## 駅一覧
- 全駅東京都世田谷区内に所在。
- 駅番号は、2012年2月上旬から順次導入[1]。
- 三軒茶屋駅、上町駅（三軒茶屋方面）、下高井戸駅には駅事務所が併設されているほか、改札機が設置されている。
- 駅売店（toks）は三軒茶屋駅にのみ設置されている。

| 駅番号 | 駅名         | 駅間キロ | 累計キロ | 接続路線                               |
| ------ | ------------ | -------- | -------- | -------------------------------------- |
| SG01   | 三軒茶屋駅   | -        | 0.0      | 東急電鉄： 田園都市線 (DT03)           |
| SG02   | 西太子堂駅   | 0.3      | 0.3      |                                        |
| SG03   | 若林駅       | 0.6      | 0.9      |                                        |
| SG04   | 松陰神社前駅 | 0.5      | 1.4      |                                        |
| SG05   | 世田谷駅     | 0.5      | 1.9      |                                        |
| SG06   | 上町駅       | 0.3      | 2.2      |                                        |
| SG07   | 宮の坂駅     | 0.5      | 2.7      |                                        |
| SG08   | 山下駅       | 0.7      | 3.4      | 小田急電鉄： 小田原線（豪徳寺駅:OH10） |
| SG09   | 松原駅       | 0.8      | 4.2      |                                        |
| SG10   | 下高井戸駅   | 0.8      | 5.0      | 京王電鉄： 京王線 (KO07)               |

### 廃止駅
- 豪徳寺前駅（上町駅 - （旧）宮ノ坂駅間、1945年7月15日廃止）
- （旧）宮ノ坂駅（（現）宮の坂駅 - 山下駅間、1945年7月15日廃止）
- 六所神社前駅（山下駅 - 松原駅間、1949年9月1日廃止）
- 七軒町駅（松原駅 - 下高井戸駅間、1949年9月1日廃止）

豪徳寺前駅は（旧）宮ノ坂駅との間に開業した現在の宮の坂駅に統合された。六所神社前駅は七軒町駅との間に移設され、松原駅と改称した。

## 使用車両

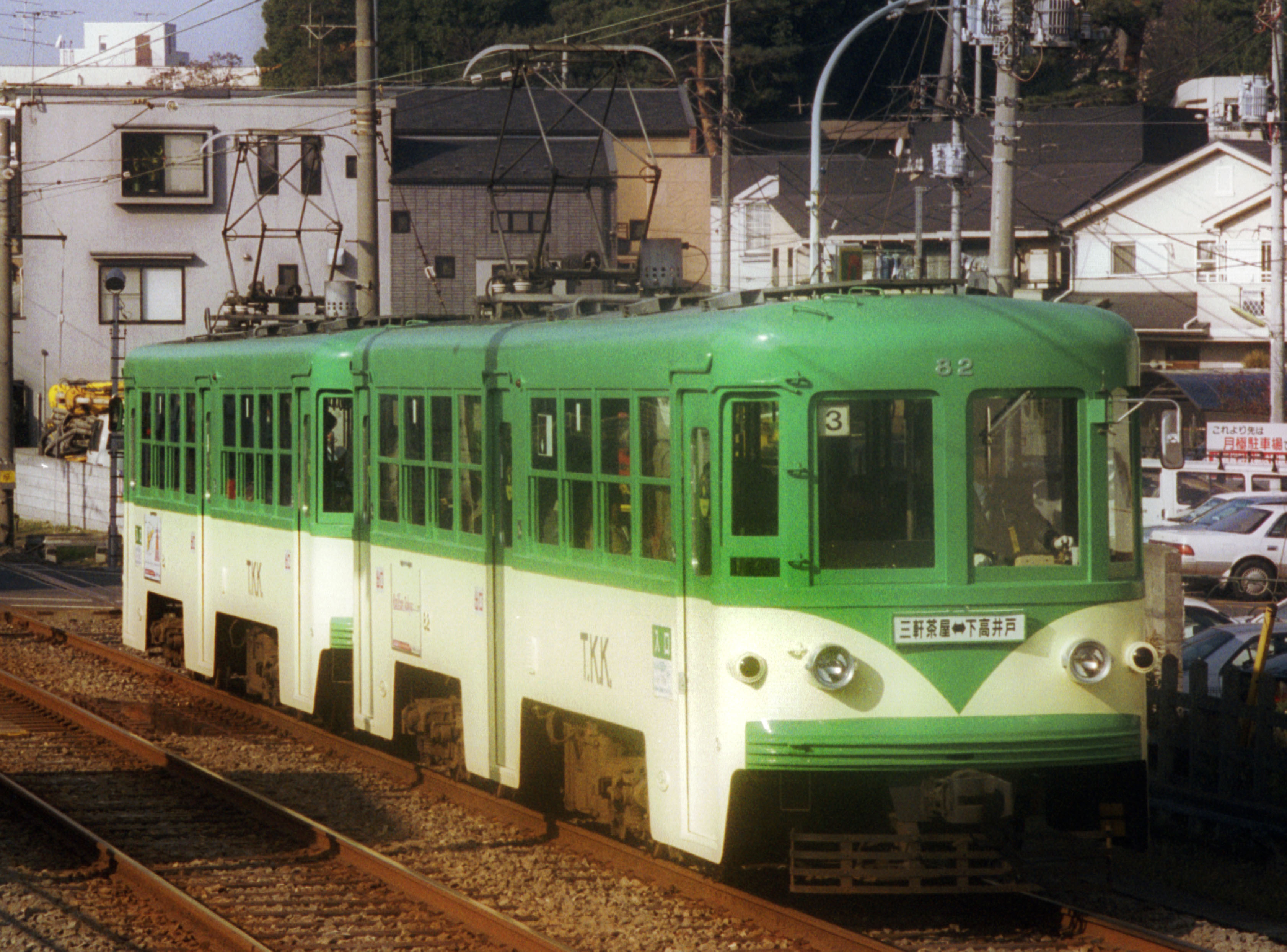
引退時のデハ80形

現在世田谷線用の車両として300系が10編成（20両）あり、全列車が300系の2両編成で運行されている。
以前は、併用軌道区間があった玉川線でも使用された路面電車タイプの車両が運行されていたが、前述の通り、2001年にすべて300系に置き換えられた。その際、台車などの旧車両の一部の部品を300系に流用している。また、江ノ島電鉄に譲渡されていた旧車両が宮の坂駅前に静態保存されている。
300系が導入される前の運賃箱は現金のみを取り扱う小型のもので、釣銭が必要な場合は両端の乗車口にいる運転士や車掌に現金を渡して釣銭を受け取っていたが、300系導入時に路線バスと同じタイプのものに変更されている。
車体の色は玉電カラーの緑×クリームをはじめ、赤系、青系、黄系などカラフルで、10編成全て異なっている（「東急300系電車#各編成の写真」参照）。また、車体にラッピング（広告など）を施して運行することも多い。
- 最初に導入された1編成については、1999年の導入当初から2005年まで、漫画『サザエさん』の登場人物がマナー標語とともに描かれていた（ヘッドマーク部分にサザエさんの顔）。
- 2000年代前半には、商品広告を全面にラッピングした車両が多数走っていた（例：キリンビバレッジ「生茶」、伊藤園「お〜いお茶」、コカコーラ「Qoo」、サクマ「いちごみるく」など）。
- その他、沿線イベントの告知やクリスマスなどにあわせたラッピング列車が運行されていたことがある。
- 前述の専用ICカード「せたまる」の広告が長らく車両に掲出されていたが、2012年のせたまる販売・使用終了とともに広告掲出も終了した。また、PASMOラッピング車両も運行されていた。
- 東急グループ各社の車体広告車も運行しており、関連会社の東急セキュリティ（「子供見守りサービス」及び「高齢者見守りサービス」）の広告（1編成分）[57]や、東急パワーサプライの東急でんき供給開始記念の広告（1編成分）[58]もあった。
- その他、一般企業が掲出した車体広告車も運行している。2016年には住友不動産（304F、307F）[59]、2019年度にはオオゼキ松原店開店（305F）のラッピング車両が運行された[60]。
- 2017年に玉川電気鉄道が開業して110周年を迎えたことを記念して、沿線にある豪徳寺が招き猫発祥の地と伝わることにちなみ、同年9月25日から「玉電110周年幸福の招き猫」のラッピング電車が2018年9月末まで運行された[61][62]。三軒茶屋駅 - 下高井戸駅間が「世田谷線」として運行を開始して50周年を迎えた2019年には、記念企画の一環として、同年5月12日から再び「幸福の招き猫電車」が運行されている[63]。

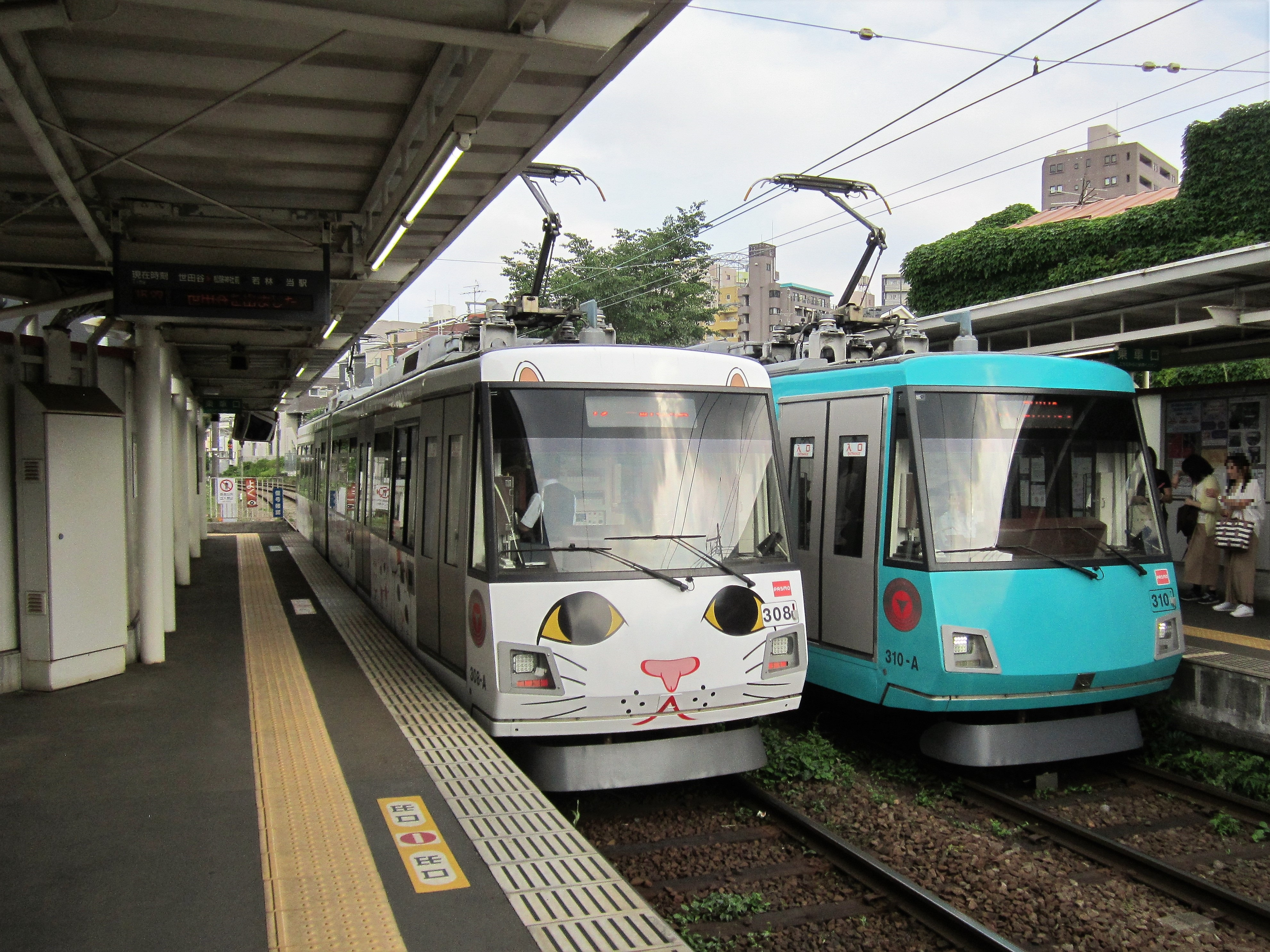
西太子堂駅停車中の310Fと「玉電110周年幸運の招き猫」電車308F（2019年6月1日）
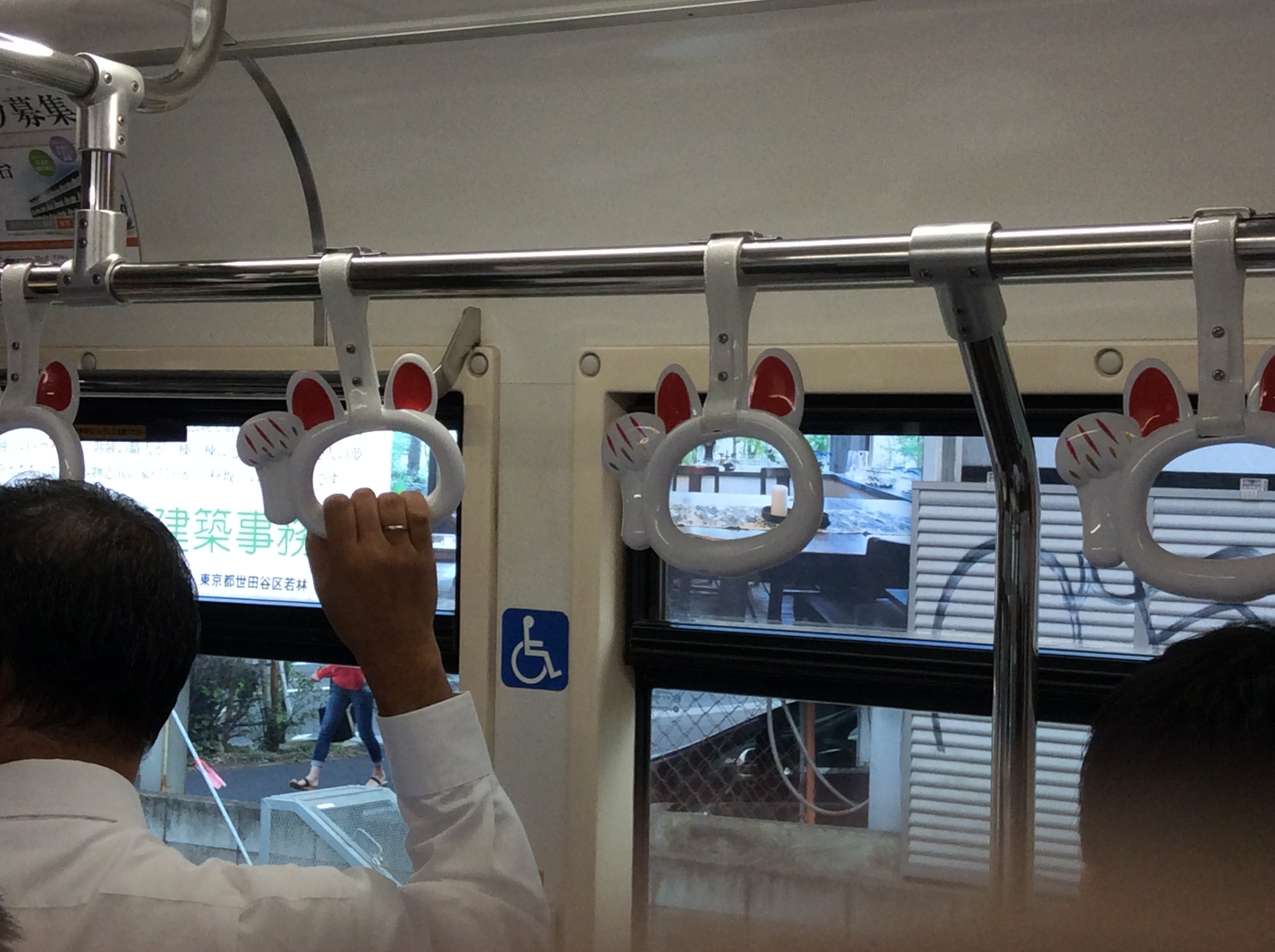
「玉電110周年幸運の招き猫」電車内の招き猫型つり革（三軒茶屋駅 2017年9月25日撮影）